# Maatschappij tot Exploitatie van Staatsspoorwegen

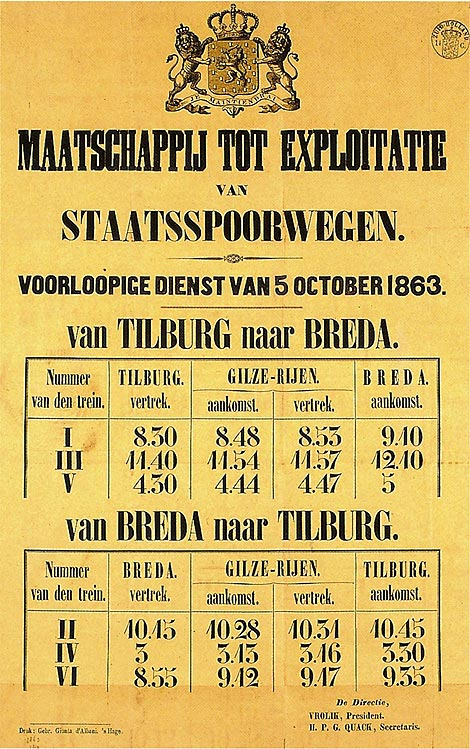
Dienstregeling staatsspoorwegen 1863

De Maatschappij tot Exploitatie van Staatsspoorwegen (MESS of MtEvSS), kortweg Staatsspoorwegen (SS) was een particulier bedrijf dat op 26 september 1863 in Den Haag werd opgericht om de spoorlijnen te exploiteren die door de Staat der Nederlanden (SN) werden aangelegd. SS was vanaf 1868 gevestigd te Utrecht in het gebouw dat nu bekend is als HGB I van NS. De Staat begon namelijk spoorwegen aan te leggen, omdat de ontwikkeling van het spoorwegnet in Nederland achterliep op de rest van Europa, zie Staatsaanleg van spoorwegen in Nederland. Aanleg door de Staat betekende echter niet exploitatie door de Staat, en hiervoor werd deze maatschappij opgericht. SS had niet altijd het monopolie op de staatsspoorwegen. De overheid besliste per lijn welke maatschappij concessie kreeg voor de exploitatie.
Behalve exploitatie van spoorwegen van de staat, exploiteerde SS ook treinen bij veel lokaalspoorwegondernemingen. Naast de Hollandsche IJzeren Spoorweg-Maatschappij (HSM) was SS de grootste spoorwegmaatschappij in Nederland. De eerste door SS in exploitatie genomen spoorlijn was Breda – Tilburg op 5 oktober 1863. Nog datzelfde jaar werden de lijnen Harlingen – Leeuwarden en Roosendaal – Bergen op Zoom in gebruik genomen.
In de jaren zestig, zeventig en tachtig van de 19e eeuw werden vele spoorlijnen in het noorden, oosten, midden en zuiden van Nederland door SS in exploitatie genomen. Daarna werden tussen 1890 en 1934 nog een reeks voornamelijk secundaire lijnen in gebruik gesteld. Ook de stoomtramwegen Gouda – Schoonhoven (vanaf 1914) en de tramlijnen op Zuid-Beveland (vanaf 1927) werden door SS geëxploiteerd.
Vanaf 1890 werd de exploitatie van de spoorlijnen van de voormalige Nederlandsche Rhijnspoorweg-Maatschappij (NRS), waaronder ook de stoomtramlijn Den Haag (Rhijnspoorstation) - Scheveningen, voortgezet door de Staatsspoorwegen, nadat de eerste haar spoorlijnen aan de staat had overgedragen. Ook de spoorlijnen van de Nederlandsche Centraal-Spoorweg-Maatschappij (NCS), waarin de NRS een meerderheidsaandeel had, en de spoorlijn van de Noord-Brabantsch-Duitsche Spoorweg-Maatschappij (NBDS) werden vanaf 1919 door SS geëxploiteerd. De NBDS bleef nog tot 1925 eigenaar van haar lijn, de NCS tot 1934.
In 1917 werd samen met de Hollandsche IJzeren Spoorweg-Maatschappij de belangenmaatschap Nederlandse Spoorwegen (NS) opgericht. Dit mondde uit in een fusie en de oprichting van de N.V. Nederlandsche Spoorwegen op 1 januari 1938. Tot deze datum bleven op papier de HSM en SS nog voortbestaan. Vanaf 1920 werden beide bedrijven in elkaar geschoven en werd het Nederlandse spoorwegnet door één bedrijf (NS) geëxploiteerd.
Deze fusie van beide spoorwegbedrijven had o.a. tot gevolg dat alle SS-locomotieven omgebouwd moesten worden. Bij  SS stonden de seinen namelijk links van het spoor. Bij een stoomlocomotief heeft de machinist naar een kant geen uitzicht en dus moet zijn plaats zijn aan de kant waar hij de seinen kan zien. Bij SS was de standplaats van de machinist dus links en de stoker rechts. Bij NS werd het HSM-systeem ingevoerd en stonden voortaan de machinisten rechts op bok en de stoker links.

## Afbeeldingen

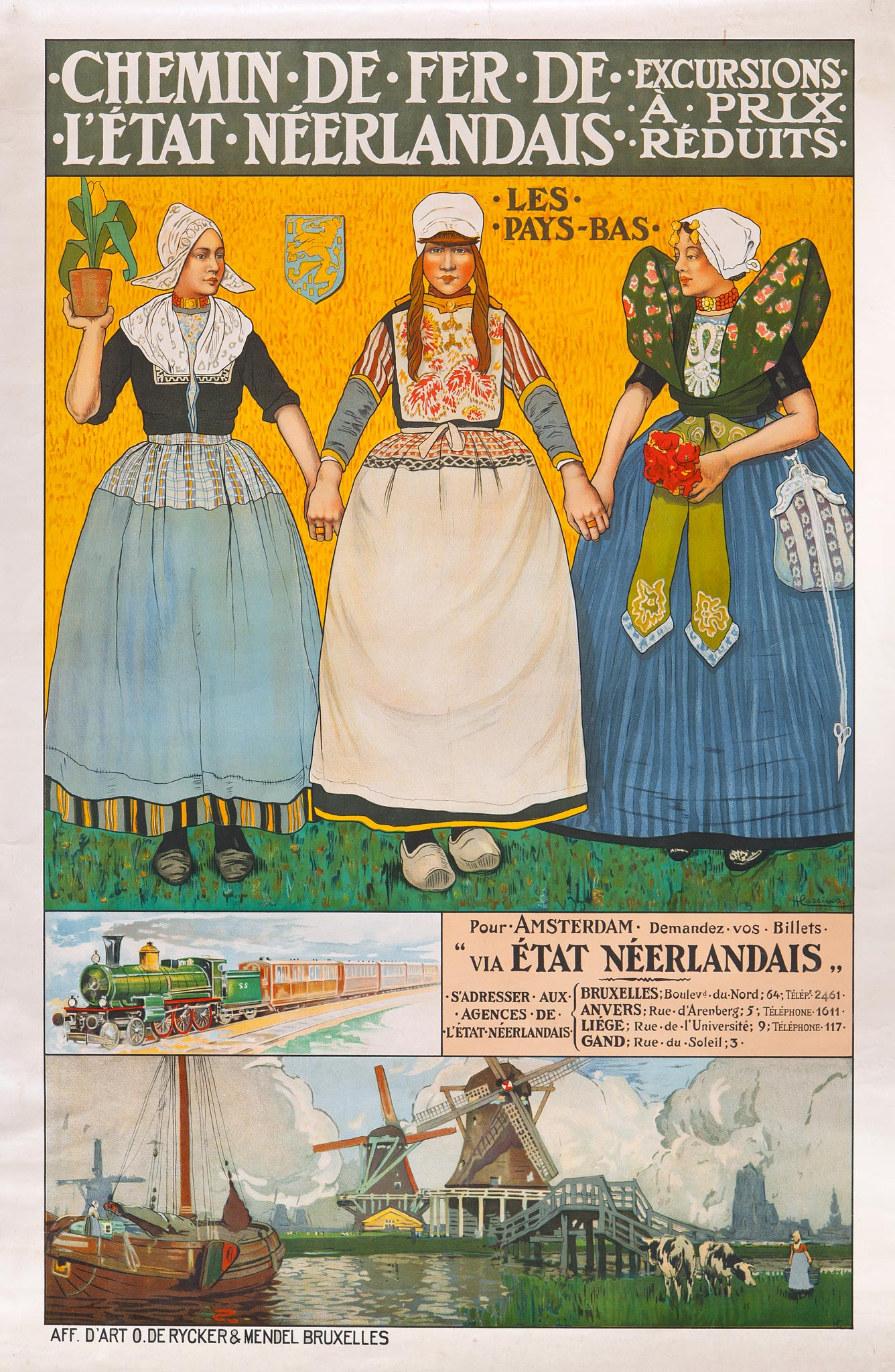
Affiche door Henri Cassiers, 1900-1910
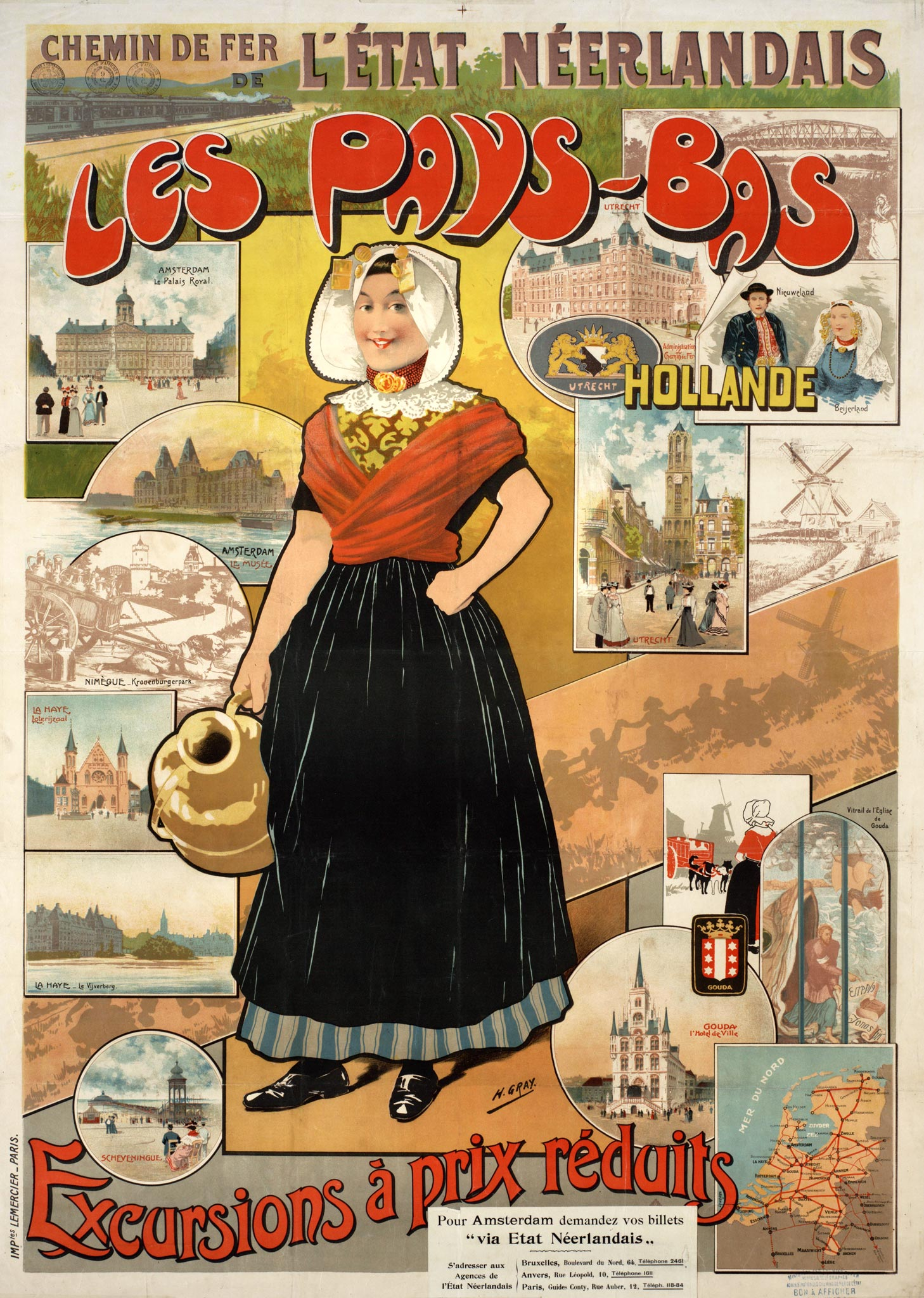
Affiche door Henri Gray, 1901
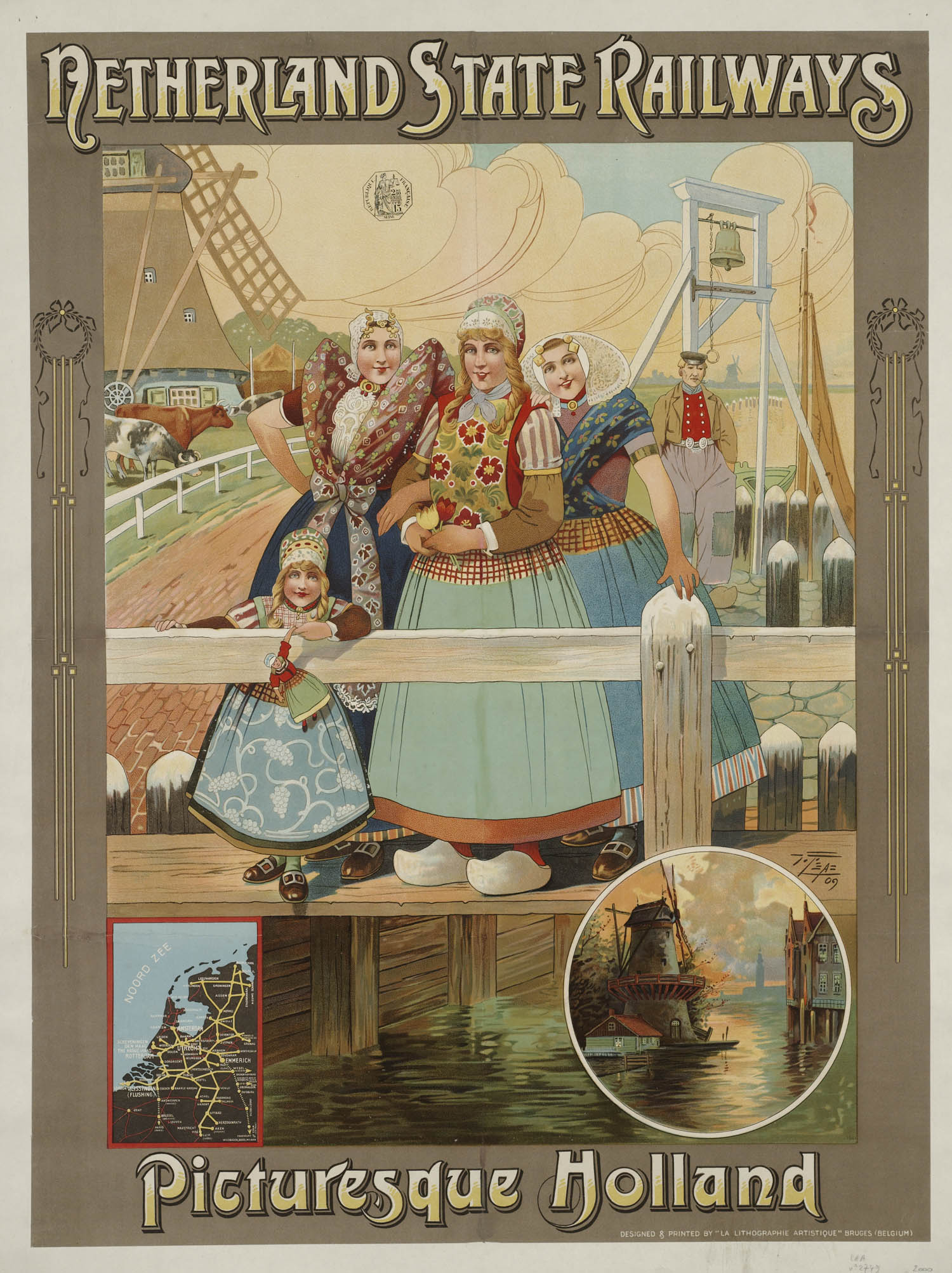
Affiche door Victor 't Sas, 1909